# دونوري
دونوري، (بالإنجليزية: Donori)‏، (سردينيا: Donòri) هي بلدية في مقاطعة جنوب سردينيا، في منطقة سردينيا الإيطالية، وتقع على بعد حوالي 25 كيلومترا (16 ميل) شمال كالياري. اعتبارا من 31 ديسمبر 2004، كان عدد سكانها 2104 وتبلغ مساحتها 35.2 كيلومتر مربع (13.6 ميل مربع).

## السكان
في سنة 1861 بلغ عدد السكان 815 نسمة، وتطور العدد ليصل في سنة 2011 لـ 2٬119 نسمة.
يظهر هذا المخطط البياني تطور النمو السكاني لـ دونوري